# Friidrott vid olympiska sommarspelen 1960
Friidrotten vid de olympiska sommarspelen 1960 i Rom bestod av 34 grenar, 24 för män och 10 för kvinnor, och hölls mellan  31 augusti och 8 september 1960 på Roms Olympiastadion. Antalet deltagare var 1 016 tävlande från 72 länder.

## Medaljfördelning
| Medaljfördelning |                          |      |        |       |        |
| Placering        | Nation                   | Guld | Silver | Brons | Totalt |
| 1                | USA                      | 12   | 8      | 6     | 26     |
| 2                | Sovjetunionen            | 11   | 5      | 5     | 21     |
| 3                | Tyskland                 | 2    | 8      | 3     | 13     |
| 4                | Polen                    | 2    | 2      | 3     | 7      |
| 5                | Nya Zeeland              | 2    | 0      | 1     | 3      |
| 6                | Storbritannien           | 1    | 3      | 4     | 8      |
| 7                | Australien               | 1    | 2      | 1     | 4      |
| 8                | Italien                  | 1    | 0      | 2     | 3      |
| 9                | Rumänien                 | 1    | 0      | 1     | 2      |
| 10               | Etiopien                 | 1    | 0      | 0     | 1      |
| 11               | Ungern                   | 0    | 1      | 2     | 3      |
| 12               | Frankrike                | 0    | 1      | 1     | 2      |
| 13               | Belgien                  | 0    | 1      | 0     | 1      |
| 13               | Marocko                  | 0    | 1      | 0     | 1      |
| 13               | Republiken Kina          | 0    | 1      | 0     | 1      |
| 13               | Sverige                  | 0    | 1      | 0     | 1      |
| 13               | Tjeckoslovakien          | 0    | 1      | 0     | 1      |
| 18               | Västindiska federationen | 0    | 0      | 2     | 2      |
| 19               | Finland                  | 0    | 0      | 1     | 1      |
| 19               | Sydafrika                | 0    | 0      | 1     | 1      |

## Medaljörer

### Herrar
| Gren                              | Guld                                                                      | Silver                                                                            | Brons                                                                                      |
| 100 meter Detaljer...             | Armin Hary · Tyskland                                                     | Dave Sime · USA                                                                   | Peter Radford · Storbritannien                                                             |
| 200 meter Detaljer...             | Livio Berruti · Italien                                                   | Lester Carney · USA                                                               | Abdoulaye Seye · Frankrike                                                                 |
| 400 meter Detaljer...             | Otis Davis · USA                                                          | Carl Kaufmann · Tyskland                                                          | Malcolm Spence · Sydafrika                                                                 |
| 800 meter Detaljer...             | Peter Snell · Nya Zeeland                                                 | Roger Moens · Belgien                                                             | George Kerr · Västindiska federationen                                                     |
| 1 500 meter Detaljer...           | Herb Elliott · Australien                                                 | Michel Jazy · Frankrike                                                           | István Rózsavölgyi · Ungern                                                                |
| 5 000 meter Detaljer...           | Murray Halberg · Nya Zeeland                                              | Hans Grodotzki · Tyskland                                                         | Kazimierz Zimny · Polen                                                                    |
| 10 000 meter Detaljer...          | Pjotr Bolotnikov · Sovjetunionen                                          | Hans Grodotzki · Tyskland                                                         | David Power · Australien                                                                   |
| Maraton Detaljer...               | Abebe Bikila · Etiopien                                                   | Rhadi Ben Abdesselam · Marocko                                                    | Barry Magee · Nya Zeeland                                                                  |
| 110 meter häck Detaljer...        | Lee Calhoun · USA                                                         | William May · USA                                                                 | Hayes Jones · USA                                                                          |
| 400 meter häck Detaljer...        | Glenn Davis · USA                                                         | Clifton Cushman · USA                                                             | Dick Howard · USA                                                                          |
| 3 000 meter hinder Detaljer...    | Zdzisław Krzyszkowiak · Polen                                             | Nikolaj Sokolov · Sovjetunionen                                                   | Semjon Rzjisjtjin · Sovjetunionen                                                          |
| 4 x 100 meter stafett Detaljer... | Tyskland · Bernd Cullmann · Armin Hary · Walter Mahlendorf · Martin Lauer | Sovjetunionen · Gusman Kosanov · Leonid Bartenev · Jurij Konovalov · Edvin Ozolin | Storbritannien · Peter Radford · David Jones · David Segal · Nick Whitehead                |
| 4 x 400 meter stafett Detaljer... | USA · Jack Yerman · Earl Young · Glenn Davis · Otis Davis                 | Tyskland · Manfred Kinder · Joachim Reske · Johannes Kaiser · Carl Kaufmann       | Västindiska federationen · George Kerr · James Wedderburn · Keith Gardner · Malcolm Spence |
| 20 kilometer gång Detaljer...     | Volodymyr Holubnytjyj · Sovjetunionen                                     | Noel Freeman · Australien                                                         | Stan Vickers · Storbritannien                                                              |
| 50 kilometer gång Detaljer...     | Don Thompson · Storbritannien                                             | John Ljunggren · Sverige                                                          | Abdon Pamich · Italien                                                                     |
| Längdhopp Detaljer...             | Ralph Boston · USA                                                        | Irvin Roberson · USA                                                              | Igor Ter-Ovanesian · Sovjetunionen                                                         |
| Tresteg Detaljer...               | Józef Szmidt · Polen                                                      | Vladimir Gorjajev · Sovjetunionen                                                 | Vitold Krejer · Sovjetunionen                                                              |
| Höjdhopp Detaljer...              | Robert Sjavlakadze · Sovjetunionen                                        | Valerij Brumel · Sovjetunionen                                                    | John Thomas · USA                                                                          |
| Stavhopp Detaljer...              | Don Bragg · USA                                                           | Ron Morris · USA                                                                  | Eeles Landström · Finland                                                                  |
| Kulstötning Detaljer...           | Bill Nieder · USA                                                         | Parry O'Brien · USA                                                               | Dallas Long · USA                                                                          |
| Diskuskastning Detaljer...        | Al Oerter · USA                                                           | Rink Babka · USA                                                                  | Dick Cochran · USA                                                                         |
| Släggkastning Detaljer...         | Vasilj Rudenkov · Sovjetunionen                                           | Gyula Zsivótzky · Ungern                                                          | Tadeusz Rut · Polen                                                                        |
| Spjutkastning Detaljer...         | Viktor Tsybulenko · Sovjetunionen                                         | Walter Krüger · Tyskland                                                          | Gergely Kulcsár · Ungern                                                                   |
| Tiokamp Detaljer...               | Rafer Johnson · USA                                                       | Yang Chuan-Kwang · Republiken Kina                                                | Vasilij Kuznetsov · Sovjetunionen                                                          |

### Damer
| Gren                              | Guld                                                                   | Silver                                                                     | Brons                                                                                |
| 100 meter Detaljer...             | Wilma Rudolph · USA                                                    | Dorothy Hyman · Storbritannien                                             | Giuseppina Leone · Italien                                                           |
| 200 meter Detaljer...             | Wilma Rudolph · USA                                                    | Jutta Heine · Tyskland                                                     | Dorothy Hyman · Storbritannien                                                       |
| 800 meter Detaljer...             | Ljudmila Sjevtsova · Sovjetunionen                                     | Brenda Jones · Australien                                                  | Ursula Donath · Tyskland                                                             |
| 80 meter häck Detaljer...         | Irina Press · Sovjetunionen                                            | Carole Quinton · Storbritannien                                            | Gisela Köhler · Tyskland                                                             |
| 4 x 100 meter stafett Detaljer... | USA · Martha Hudson · Lucinda Williams · Barbara Jones · Wilma Rudolph | Tyskland · Martha Langbein · Anni Biechl · Brunhilde Hendrix · Jutta Heine | Polen · Teresa Wieczorek · Barbara Janiszewska · Celina Jesionowska · Halina Richter |
| Längdhopp Detaljer...             | Vera Kalasjnikova · Sovjetunionen                                      | Elżbieta Krzesińska · Polen                                                | Hildrun Claus · Tyskland                                                             |
| Höjdhopp Detaljer...              | Iolanda Balaș · Rumänien                                               | Jarosława Jóźwiakowska · Polen Dorothy Shirley · Storbritannien            | Ingen                                                                                |
| Kulstötning Detaljer...           | Tamara Press · Sovjetunionen                                           | Johanna Lüttge · Tyskland                                                  | Earlene Brown · USA                                                                  |
| Diskuskastning Detaljer...        | Nina Romasjkova · Sovjetunionen                                        | Tamara Press · Sovjetunionen                                               | Lia Manoliu · Rumänien                                                               |
| Spjutkastning Detaljer...         | Elvīra Ozoliņa · Sovjetunionen                                         | Dana Zátopková · Tjeckoslovakien                                           | Birutė Kalėdienė · Sovjetunionen                                                     |

## Deltagande nationer
Totalt deltog 1 016 friidrottare från 72 länder vid de olympiska spelen 1960 i Rom.
| - Afghanistan (5) - Argentina (4) - Australien (28) - Bahamas (2) - Belgien (12) - Brasilien (5) - Brittiska Guyana (4) - Bulgarien (8) - Burma (1) - Ceylon (1) - Chile (4) - Danmark (9) - Etiopien (5) - Fiji (2) - Filippinerna (7) - Finland (26) - Frankrike (36) - Förenade arabrepubliken (2) | - Ghana (7) - Grekland (19) - Indien (11) - Indonesien (1) - Irak (11) - Iran (1) - Irland (9) - Island (7) - Israel (8) - Italien (47) - Japan (20) - Jugoslavien (22) - Kanada (16) - Kenya (5) - Kuba (3) - Libanon (1) - Liberia (4) - Liechtenstein (2) | - Luxemburg (6) - Malaya (3) - Marocko (8) - Mexiko (5) - Nederländerna (10) - Nigeria (8) - Norge (11) - Nya Zeeland (14) - Pakistan (12) - Panama (4) - Polen (49) - Portugal (5) - Puerto Rico (7) - Republiken Kina (6) - Rumänien (9) - Schweiz (21) - Sovjetunionen (81) - Spanien (13) | - Storbritannien (61) - Sudan (2) - Sverige (26) - Sydafrika (7) - Sydkorea (6) - Sydrhodesia (2) - Thailand (8) - Tjeckoslovakien (28) - Tunisien (11) - Turkiet (13) - Tyskland (90) - Uganda (4) - Ungern (26) - Uruguay (1) - USA (81) - Venezuela (7) - Västindiska federationen (7) - Österrike (9) |